# Phalangium opilio
Il falangio (Phalangium opilio Linnaeus, 1761), detto anche ragno della campagna è un aracnide dell'ordine Opiliones dalle zampe lunghe e sottili (particolare da cui prende il nome), l'addome color grigio scuro delle dimensioni di un pisello e saldato al cefalotorace, con due occhi, al posto delle zanne ha delle chele minuscole simili a quelle dei granchi.

## Etimologia
Il nome di questo ragno deriva da Falance, un giovane che, secondo il mito greco, venne punito dagli dei per la sua presunzione e trasformato in un ragno errante. 

## Biologia
Di aspetto esile e snello, soprattutto a causa delle lunghissime zampe (circa 5 cm), ha lunghi pedipalpi privi di funzione prensile. Privo di ghiandole velenifere come tutti gli Opilionidi, conduce una vita nomade. Se minacciato fugge rapidamente o si immobilizza sulle zampe iniziando a vibrare con il corpo; qualora gli si afferri una zampa è in grado di staccare l’arto, che continua a vibrare a lungo, anche separato dal corpo, distraendo il predatore. La sua dieta contempla praticamente tutto ciò che è organico. La riproduzione avviene per via diretta, e non tramite una spermatofora come accade solitamente negli Aracnidi

## Distribuzione
Phalangium opilio è presente in tutta la fascia temperata ed è molto diffuso in Italia; il suo habitat elettivo sono i campi, ma spesso trova riparo anche nelle abitazioni. 

## Galleria d'immagini

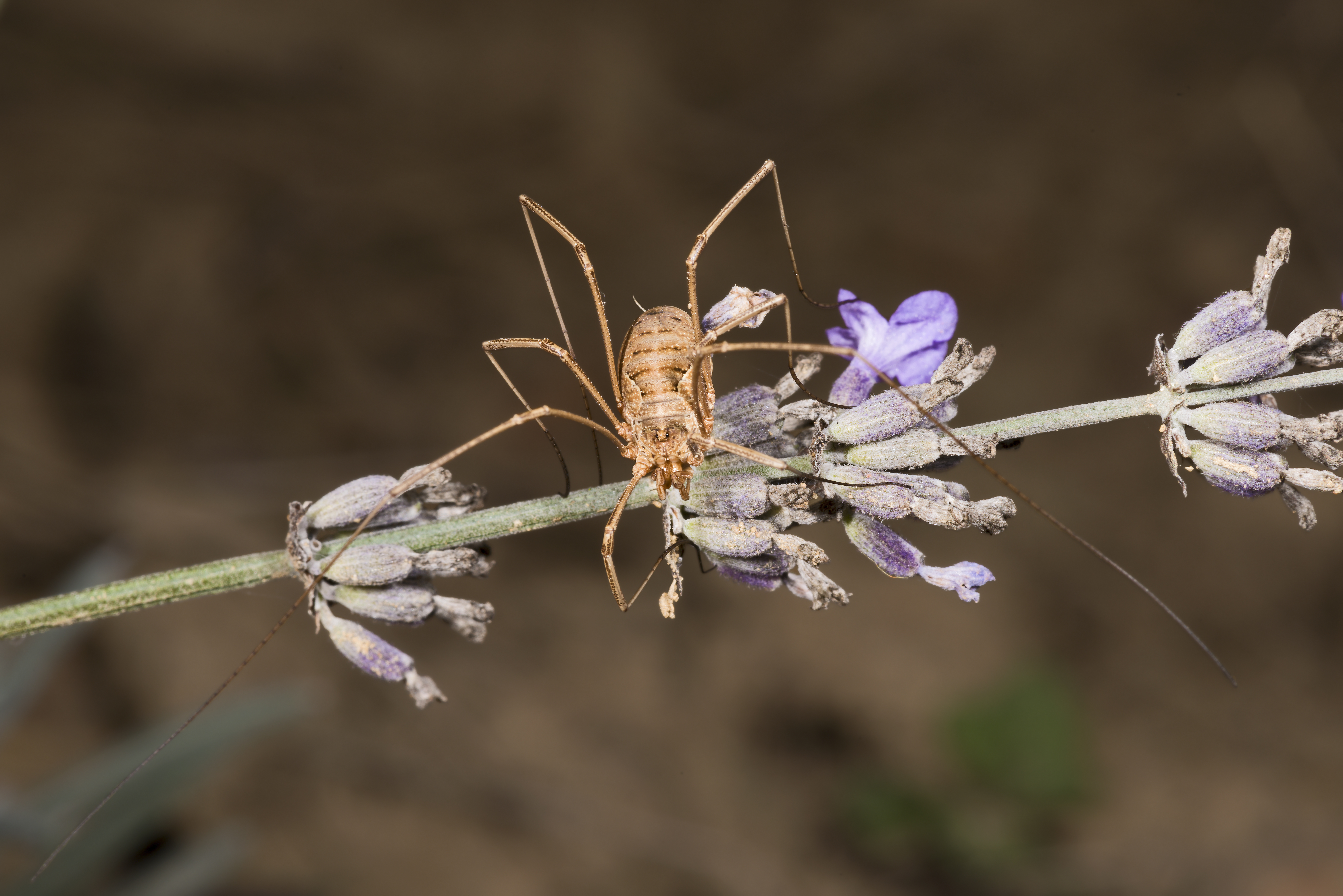
femmina
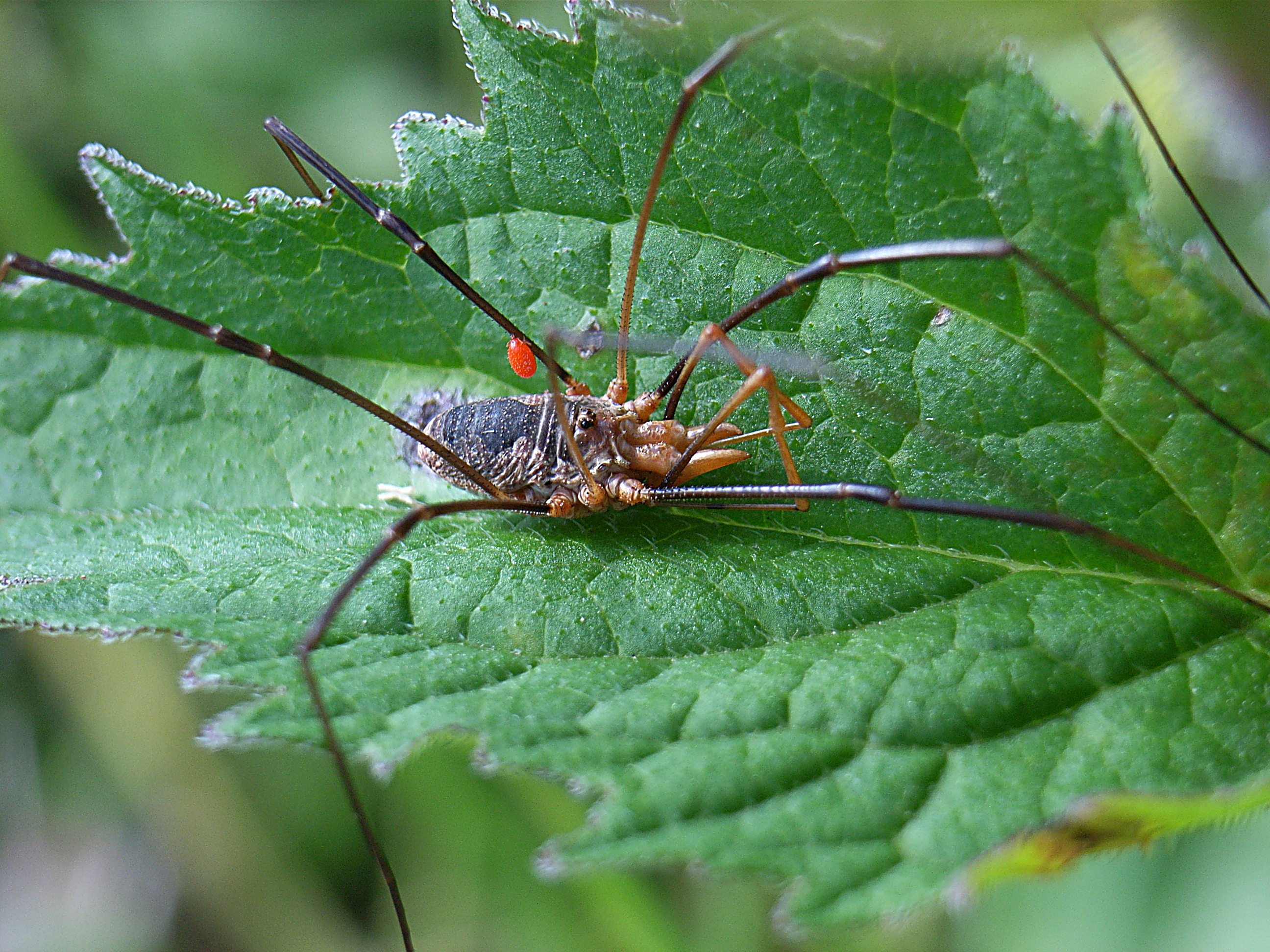
maschio
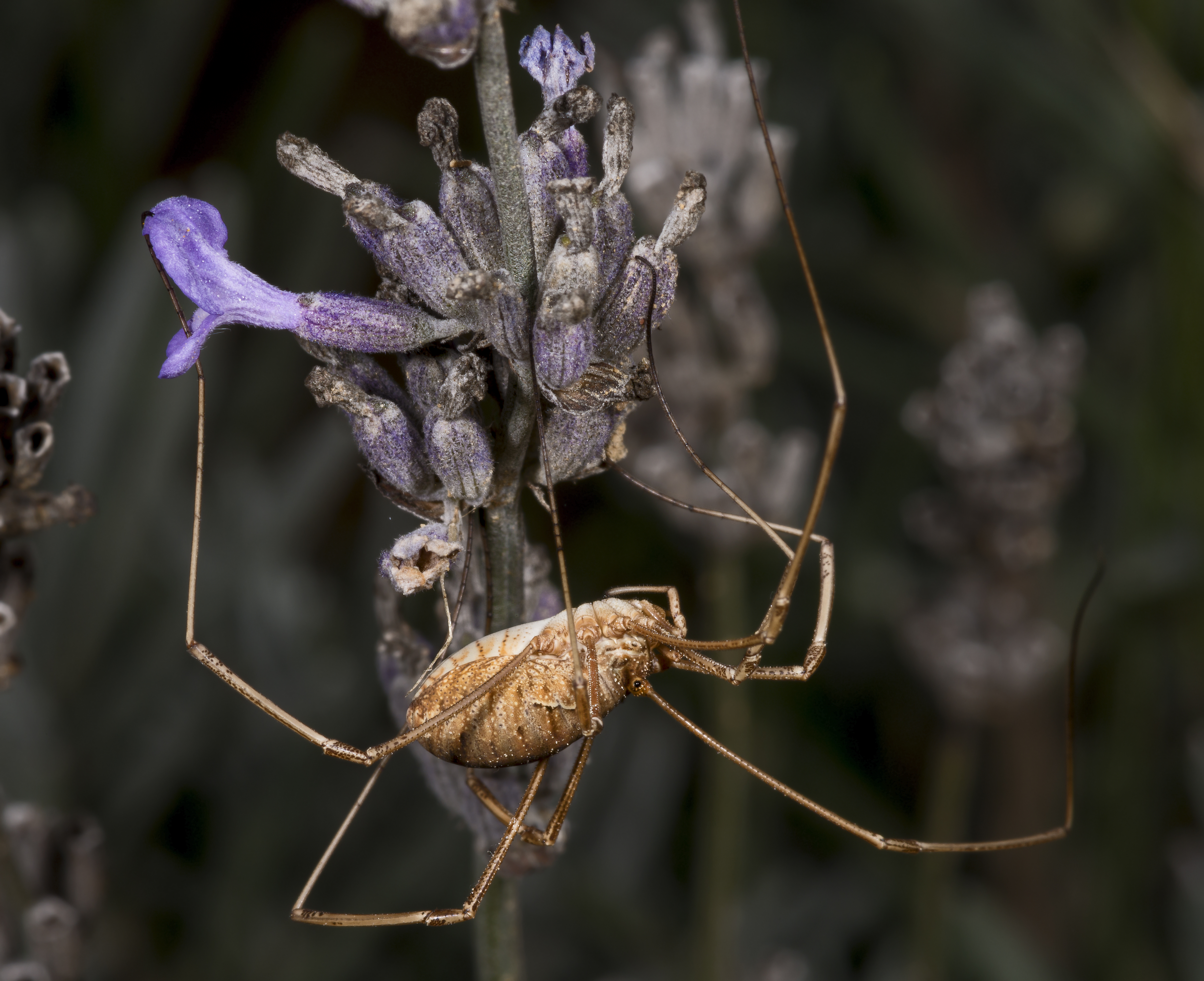
femmina vista laterale
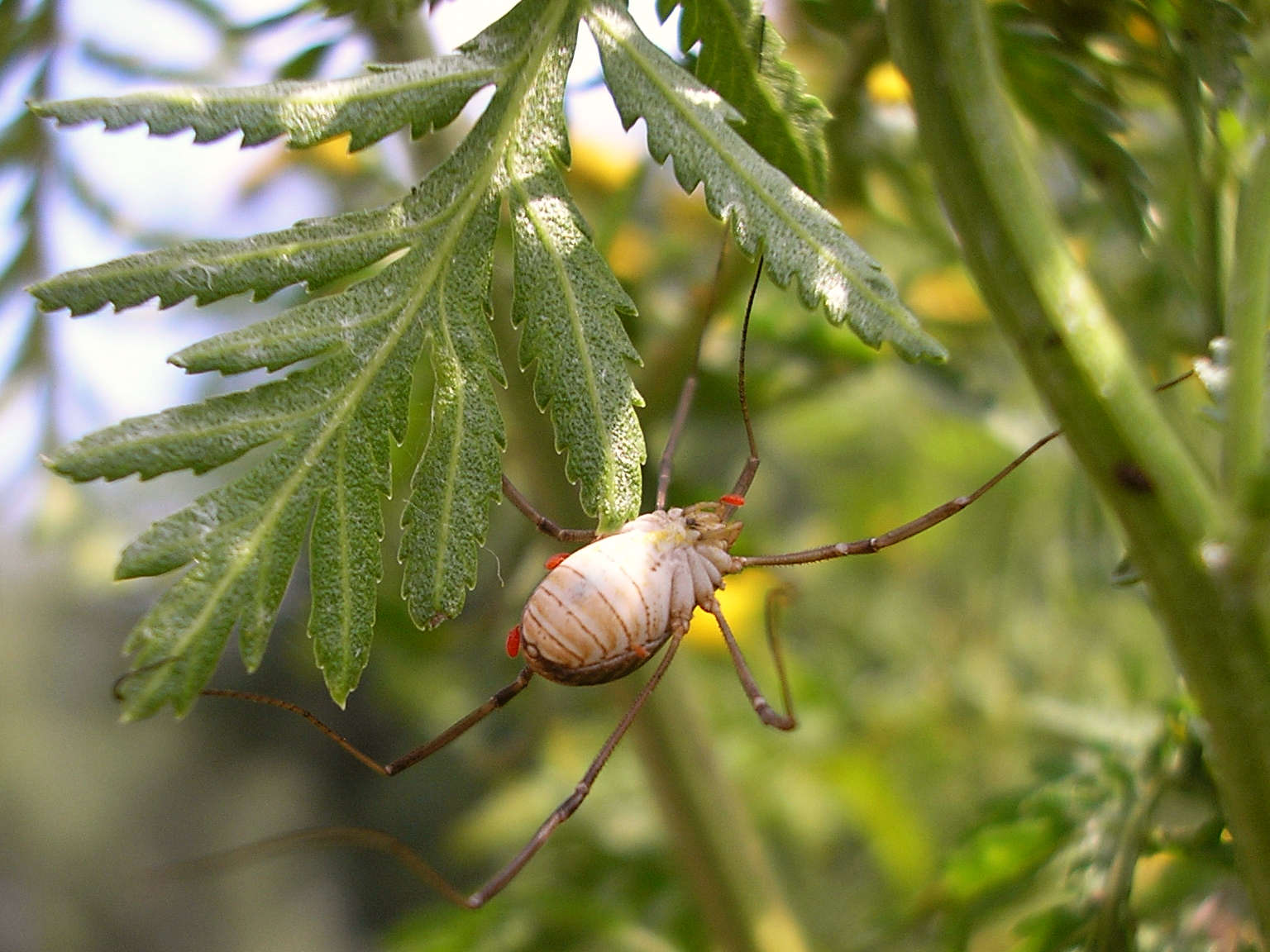
femmina parte inferiore
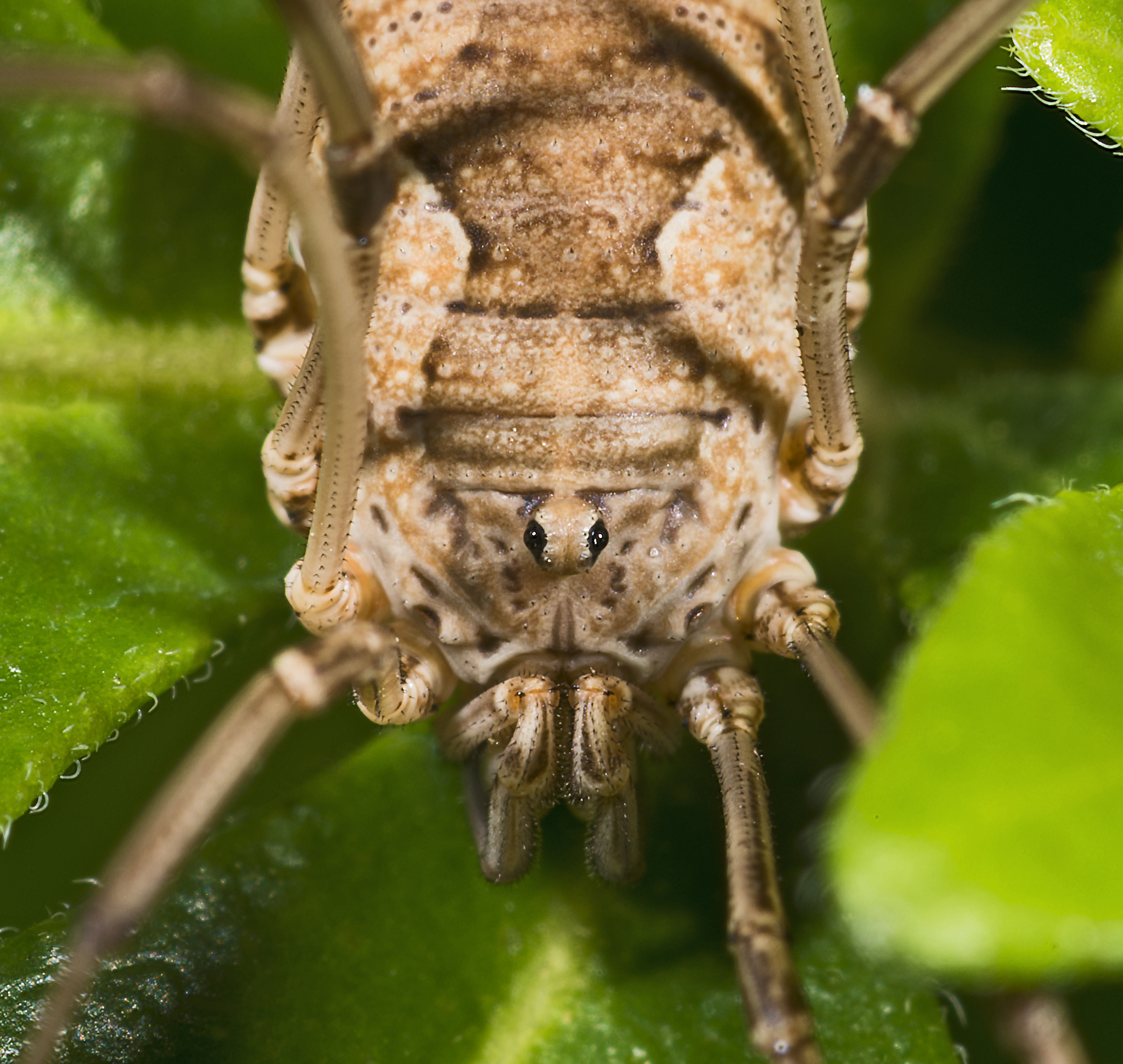
femmina